# Григоријe Акрагантски
Преподобни Григорије (559–630) је био епископ Агригента од 590. до најмање 603. године и савременик папе Гргура I. Помиње се у два света житија и могући аутор коментара Књиге Проповедника.

## Биографија
Према његовм житију, Григорије је рођен у близини Агригента на Сицилији 559. године . Мајка му се звала Теодота . Са осамнаест година, отишао је на ходочашће у Свету земљу, путујући преко Картагине у Триполи . Умало га је продао у ропство бродовласник у Картагини. Извештај о његовим путовањима у његовој биографији има романтичан карактер и чини се да је утицао на Грегентијев живот у 10. веку.
Док је био у Јерусалиму, рукоположен је за ђакона од стране патријарха Макарија II (око  563 – ок. 575) . У Агригенто се вратио преко Цариграда и Рима. Године 590.  две фракције са својим одговарајућим кандидатима за упражњену столицу Агригента отпутовале су у Рим да траже папину одлуку. Папа Гргур је заобишао оба кандидата и посветио Григорија. Пронађен је како се крије у монашком врту покушавајући да избегне високу функцију на коју га је Папа изабрао .
Житије приписује Григорију класично образовање, из реторике и теологије. Кажу да је много пута читао Житије Василија Кесаријског и Страдање светих Макавеја. На захтев једног епископа, тумачио је списе Григорија Назијанског за групу ђакона. Биограф га велича као другог Златоуста . Чудом је умео да стално пости. Такође је заслужан за чињење чудесних исцељења.
591. године, Григорије је био лажно оптужен за преступ и затворен је. Према житију, тужиоци су били извесни Сабин и Кресценције. Папским писмом из августа 591. наређено му је да се заједно са бискупима Катаније и Палерма појави пред ипођаконом Петром, папским агентом. У новембру 592. године, папа је писао епикопу Максимијану из Сиракузе захтевајући да без одлагања пошаље Григоријеве оптужбе и неку документацију у Рим. У овом писму папа се позива на писмо које је упутио Григорију које није сачувано. Неки извори наводе да је он свргнут са своје столице 594. године, али папа у писму ословљава Григорија као епископа у јануару 603. . Према неким изворима, преминуо је 630. године.